# 伯恩斯 (科羅拉多州)
伯恩斯（英語：Burns）是位於美國科羅拉多州伊格爾縣的一個非建制地區。該地的面積和人口皆未知。

## 地理
伯恩斯的座標為39°52′24″N 106°52′55″W / 39.87333°N 106.88194°W，而該地的平均海拔高度為1980米（即6496英尺）。